# タン・ジュンサン
タン・ジュンサン（탕 준상、陳俊翔、Tang Jun-sang、2003年8月13日 - ）は、韓国の俳優。ソウル特別市出身演劇映画科。CL&COMPANY所属。中央大学校演劇映画科在学中。

## 人物・来歴
2003年、中国系マレーシア人の父（韓国に帰化）と韓国人の母の間に生まれる。「タン・ジュンサン」は本名で、タンという苗字は韓国では珍しく、『愛の不時着』で名前が知られるようになった際、珍しい苗字が話題となったが、実際は「陳」の福建語読みである。
幼い頃から祖母の勧めで演技を学ぶ。7歳の時にミュージカル『ビリー・エリオット』でデビュー。その後も、『レ・ミゼラブル』や『エリザベート』、『キンキーブーツ』といった人気ミュージカルで重要な役を演じ、子役として活躍する。変声期をきっかけにミュージカル出演を控え、映画やドラマに活動の場を移す。
2019年、日本でもNetflixを通じて大ヒットしたドラマ『愛の不時着』では、ヒョンビン演じる主人公の部下で北朝鮮軍・第5中隊の最年少兵士クム・ウンドン役を演じ、注目を集めた。
2021年、『ムーブ・トゥ・ヘブン: 私は遺品整理士です』でドラマ初主演。同年、『ラケット少年団』でも子役のキム・ガンフンとともに主演を務めた。

## 出演

### ドラマ
- Pluto Secret Society（朝鮮語版）（2014年、EBS）
- 一途なタンポポちゃん（朝鮮語版）（2014年・2015年、KBS2） - ソ・ジュンホ（少年時代） 役
- ラブ・セラピー A POEM A DAY （朝鮮語版）（2018年、tvN） - イ・ギュミン 役
- 愛の不時着（2019年・2018年、tvN） - クム・ウンドン 役
- ムーブ・トゥ・ヘブン: 私は遺品整理士です（2021年、Netflix） - ハン・グル 役
- ラケット少年団（2021年、SBS） - ユン・ヘガン 役

### 映画
- 戦場のメロディー（朝鮮語版）（2016年） - チュンシク 役
- 七年の夜（朝鮮語版）（2018年） - チェ・ソウォン 役
- ヨンジュ（朝鮮語版）（2018年） - ヨンイン 役
- 君の誕生日（2019年） - ウチャン 役
- 王の願い ハングルの始まり（朝鮮語版）（2019年） - ハクジョ 役
- UNFRAMED／アンフレームド（2021年）- 学生 役　※特別出演
- 不思議の国の数学者（朝鮮語版）（2022年） - イ・テヨン 役
- オマージュ（朝鮮語版）（2022年）

### ミュージカル
- ビリー・エリオット（2010年） - スモールポーイ 役
- モーツァルト（2011年・2012年） - モーツァルト（アマデ） 役
- 明成皇后（2011年） - 世子 役
- エリザベート（2012年） - ルドルフ皇太子（幼少期） 役
- アサシンズ（2012年） - ビリー 役
- レ・ミゼラブル（2013年） - ガブローシュ 役
- 西便制（2013年） - トンホ（幼少期） 役
- キンキーブーツ（2014年） - ローラ（幼少期） 役

### 演劇
- ハムレット・ザ・プレイ （2016年） - ハムレット（少年期） 役